# Râul Surdui
Râul Surdui este un curs de apă, afluent al Olt. 